# Våghöjd

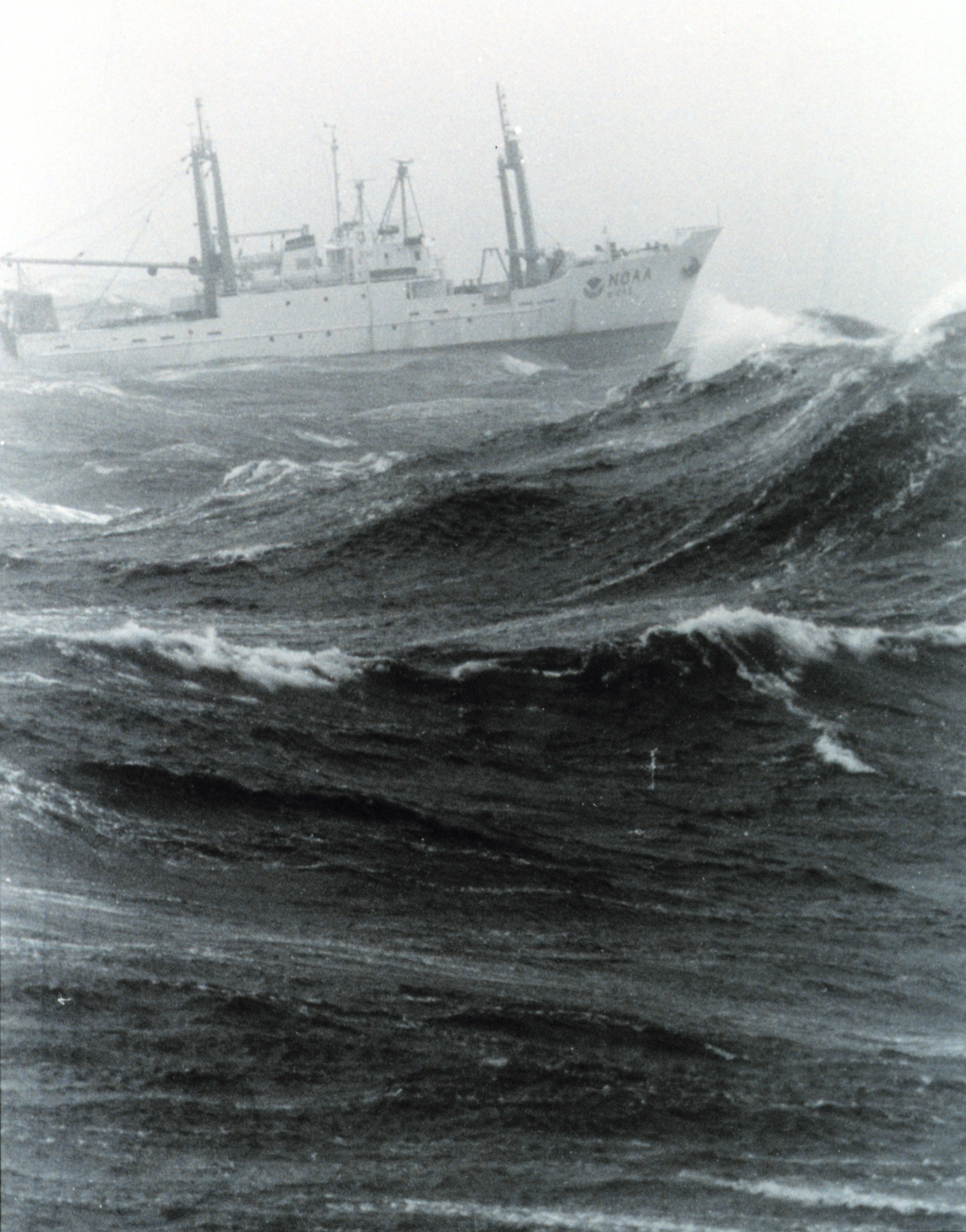
Grov sjö till havs (Georges Bank).

Våghöjden är det vertikala avståndet mellan vågdal och vågtopp, det vill säga dubbla amplituden. Våghöjden anges i allmänhet i termer av den signifikanta våghöjden, medelvärdet i våghöjd på den högsta tredjedelen av vågorna. Enskilda vågor kan vara betydligt högre, maximal våghöjd räknas vara knappt dubbla den signifikanta våghöjden. Jättevågor ("monstervågor") med ännu större våghöjd förekommer, om också så sällsynt att de länge betraktades som skrönor.
Våghöjden för vindvågor beror i första hand på vindstyrkan och på hur länge vågorna hinner växa till sig. På grunt vatten (grundare än halva våglängden) påverkar bottenformationen, dels för att korssjö kan bildas, dels för att bottnen bromsar vågorna och pressar ihop dem (se bränning). Strömmar kan ha motsvarande effekt.

## Våghöjd i Östersjön och Skagerrak
I olika delar av Östersjön har man under storm uppmätt signifikant våghöjd på 3,8 meter (Bottenviken) till 8,2 meter (Norra Östersjön), med enskilda högsta vågor på 5,6–14 meter. Östersjörekorden motsvarar vanlig våghöjd under storm på oceanerna, medan avsevärt högre vågor är ovanliga även där. Vågorna på nordöstra Östersjön blir relativt ofta höga, då de dominerande sydvästliga vindarna där har en lång blåssträcka. Vid Sveriges västkust är rekorden uppmätta vid Väderöarna: 8,5 meter signifikant våghöjd i samband med stormen Knud den 21 september 2018, högsta enskilda våg 14,4 i samband med stormen Egon den 10 januari 2015.
Meteorologiska institutet betecknar en signifikant våghöjd på 2,5 meter i finländska förhållanden som störande också för fartyg (i synnerhet för trafiken med snabbgående fartyg mellan Helsingfors och Tallinn), signifikant våghöjd på 4 meter som svår sjögång och signifikant våghöjd på 7 meter som förorsakande avsevärda problem och fara också för större fartyg.